# Ambrosius Aigen
Ambrosius Aigen (* um 1500 in St. Gallen; † 19. Dezember 1578 ebenda) war ein Schweizer Kaufmann und Bürgermeister von St. Gallen (Schweiz).

## Leben
Ambrosius Aigen war der Sohn des gleichnamigen Schweizer Offiziers in französischen Diensten Ambrosius Aigen (* unbekannt; † 1536).
Nach Beendigung der Schule studierte er bei Joachim Vadian an der Universität Wien.
Nach seiner Rückkehr nach St. Gallen war er als Kaufmann tätig und Mitglied der Schneiderzunft.
In der Zeit von 1536 bis 1550 war er Ratsherr.
Von 1551 bis 1575 war er im Wechsel mit Ambrosius Schlumpf, Hans Reiner, Kaspar Schlumpf (gewählt 1562) und Andreas Mörlin (gewählt 1566) im Dreijahresturnus Altbürgermeister, Reichsvogt und Amtsbürgermeister. In dieser Zeit war er auch am Ausgleich zwischen der Stadt und der Fürstabtei St. Gallen 1566 beteiligt. Aufgrund der Spannungen zwischen der Stadt und dem Kloster, die durch die Reformation entstanden waren, kam es zu einem konfessionellen Gegensatz, der immer häufiger zu Streitigkeiten zwischen dem Kloster und der reformierten Stadtbevölkerung führte. Diese Auseinandersetzungen konnten erst beendet werden, als sich beide Parteien um Vermittlung bemühten und dann 1565 im Rorschacher Spruch und 1566 im Wiler Vertrag darauf einigten, eigene Rechte und Pflichten zu haben. In diesem Zusammenhang wurde dem Abt das Recht eingeräumt, ein eigenes Tor in die Stadtbefestigung, das heutige Karlstor, zu bauen, damit er nicht mehr die Stadt queren musste, um das Kloster zu verlassen. Dazu wurde, im Interesse der Sicherheit der Stadt, zwischen dem Stift und der Stadt eine Schiedmauer errichtet, die teilweise heute noch erhalten ist.
1573 traf ihn der finanzielle Ruin.
Ambrosius Aigen war seit 1530 mit Elisabeth (* 1505 in St. Gallen; † unbekannt), Tochter des Ludwig Zollikofer (1450–1514), Kaufmann und Teilhaber an der Zollikofer’schen Handelsgesellschaft, der er 1502 bis 1514 vorstand, verheiratet. Namentlich ist als Kind bekannt:
- Martha Aigen (* 15. Oktober 1548 in St. Gallen; † 1619), verheiratet mit Heinrich Spindler (1539–1602).

## Mitgliedschaften
Er war Mitglied der Gesellschaft zum Notenstein.